# Hörselhallucination
Hörselhallucination eller parakusi är ett psykiskt symtom som innebär att uppfatta sig höra ljud som saknar ljudkälla, till exempel att höra en röst utan att någon sagt något. Det är en vanlig variant av hallucination, i synnerhet vid schizofreni, men förekommer också bland psykiskt friska personer.
Med hörselhallucination avses att höra ljud som inte finns, och att uppfatta dessa ljud som om de hade en faktisk ljudkälla; det är en varseblivning av ljud som inte beror på sensoriska stimuli, vilka står utanför personens egna kontroll. En person som fantiserar kan frammana mentala ljud (till exempel att höra ett musikstycke i tanken), men vid hallucinationer uppkommer ljud oberoende av den egna viljan, och uppfattas som om de hade en verklig ljudkälla (personen letar varifrån musiken kommer, förstår inte att musiken är en inre upplevelse av ljud). Vissa drömmar kan innehålla ljud, men räknas inte som hallucinationer eftersom hallucinationer sker i vaket tillstånd. Precis innan sömn eller precis vid uppvaknandet kan personer också erfara sådana ljud, vilket kallas hypnagog respektive hypnopomp hallucination, vilket räknas som sömnstörningar.
Hörselhallucinationer kan vara av olika art. Vid schizofreni är det vanligt att höra röster. Sådana röster kan förekomma på tre sätt:
1. Röster som talar till den drabbade.
2. Röster som talar till andra om den drabbade.
3. Att ens egna tankar hörs som om de talades.

Vid schizofreni och andra psykoser, är det vanligt att rösterna uppfattas som omnipotenta (allsmäktiga) och omniscienta (allvetande), och att de antingen är mycket onda eller mycket goda. När de talar till personen kan det vara för att ge personen order, och den drabbade personen svarar ofta rösten, det vill säga talar högt för sig själv (autokommunikation). Vid psykos är hallucinationerna integrerade i personens störda verklighetsuppfattning och dennes vanföreställningar, eftersom den drabbade har en uppfattning om vem rösten tillhör. Hörselhallucinationerna kan också hänga samman med en störd självuppfattning (tron att det är Gud som talar eftersom man är Messias, eller tron att det är Djävulen för att man är ett helgon). Omkring 65% av samtliga med schizofrenidiagnos har hörselhallucinationer.
För personer som har hörselhallucinationer, men som är psykiskt friska i övrigt, sätts inte hörselhallucinationerna in i någon egenartad referensram; de förklarar en rösthallucination utan att tillgripa vanföreställningar. Omkring 5–25% av psykiskt friska personer har någon gång haft en hörselhallucination.